# Antoni Podolski
Antoni Podolski (ur. 26 czerwca 1964 w Warszawie) – polski urzędnik państwowy, historyk, w latach 1999–2001 i 2008–2009 wiceminister w Ministerstwie Spraw Wewnętrznych i Administracji.

## Życiorys
W 1990 ukończył studia na Wydziale Historycznym Uniwersytetu Warszawskiego. W latach 1991–1996 pracował w Ministerstwie Spraw Wewnętrznych, był oficerem UOP. Następnie do 1999 był zastępcą sekretarza i sekretarzem programu dla zagranicy Polskiego Radia. W latach 1999–2001 zajmował stanowisko wiceministra w MSWiA w randze podsekretarza stanu. Później doradzał m.in. prezesowi Urzędu Regulacji Telekomunikacji oraz zarządowi województwa pomorskiego. W 2004 został dyrektorem programowym w Centrum Stosunków Międzynarodowych.
W styczniu 2008 ponownie powołano go na stanowisko podsekretarza stanu w Ministerstwie Spraw Wewnętrznych i Administracji. W sierpniu 2008 został dyrektorem Rządowego Centrum Bezpieczeństwa. W sierpniu 2009 złożył rezygnację z zajmowanych stanowisk, kończąc urzędowanie we wrześniu tegoż roku.
Był później członkiem zespołu doradczego powołanego przez prezydenta Bronisława Komorowskiego, doradcą prezesa zarządu Gaz System i wiceprezesem zarządu spółki akcyjnej Polskie LNG. W 2016 zajął się działalnością doradczą i publicystyką. Zasiadł w radzie programowej Fundacji Instytut Bronisława Komorowskiego.